# NGC 4049
NGC 4049 (другие обозначения — UGC 7027, MCG 3-31-21, ZWG 98.31, KUG 1200+190, PGC 38050) — спиральная галактика (Sd) в созвездии Волос Вероники. Открыта Уильямом Гершелем в 1785 году.
Галактика NGC 4064 проявляет свойства, которые можно было бы объяснить недавним пролётом мимо неё другой галактики без столкновения, из-за чего на неё повлияли приливные силы. Ближе всего к ней находится именно NGC 4049, и она может быть той самой галактикой, которая взаимодействовала с NGC 4064. Галактики разделены расстоянием в 130 килопарсек, масса NGC 4049 составляет 1/6 массы NGC 4064, и в NGC 4049 также наблюдаются следы взаимодействия. Если взаимодействие этих галактик действительно имело место, оно было около 1 миллиарда лет назад, однако отсутствие видимых приливных хвостов в этой паре заставляет усомниться в таком сценарии.
Этот объект входит в число перечисленных в оригинальной редакции «Нового общего каталога».